# Rhopalosetia phlyctaenopa
Rhopalosetia phlyctaenopa är en fjärilsart som beskrevs av Edward Meyrick 1926. Rhopalosetia phlyctaenopa ingår i släktet Rhopalosetia och familjen Copromorphidae. Inga underarter finns listade i Catalogue of Life.